# Alexandre Ivanovitch Dounaïev
Alexandre Ivanovitch Dounaïev (Александр Иванович Дунаев en russe) est un homme politique russe, conseiller d'État, gouverneur de Taganrog de 1825 à 1832.
Au cours du mandat d'Alexandre Ivanovitch Dounaïev, Alexandre Ier de Russie et son épouse Louise Augusta de Bade (Elizaveta Alexeïevna de Russie) séjournent à Taganrog jusqu'à la mort ou la disparition de celui-ci, le 1er décembre 1825. Le tsar de Russie avait renouvelé son décret accordant à la ville 10 % sur tous les droits de douane. En 1827, le gouverneur ouvrit les portes du théâtre de Taganrog, ce fut le premier théâtre de la Russie du sud.